# الدوري الصربي لكرة اليد
الدوري الصربي لكرة اليد (بالصربية: Rukometna liga Srbije, Рукометна лига Србије) هو الدوري الرئيسي لكرة اليد للمحترفين في صربيا. يدار من قبل اتحاد كرة اليد الصربي. تأسس في سنة 2006، ويتكون حاليا من قبل 12 فريقا.